# 和平伙伴关系计划

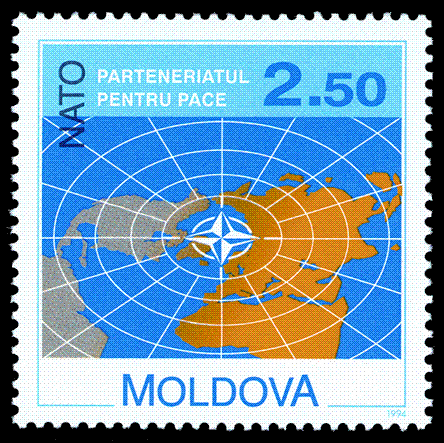
摩尔多瓦的和平伙伴关系计划纪念邮票

和平伙伴关系计划（英語：Partnership for Peace，缩写PfP）是北大西洋公约组织旗下的一个项目，旨在于北约成员、前苏联和前南斯拉夫加盟国以及其它欧洲国家之间建立双边合作与互信的友好关系，为非北约成员提供与北约建立个体关系的机会与渠道；该计划目前共有21个成员。 该项目由美国于1993年10月在德国特拉弗明德召开的北约国防部部长会议上提出，并在1994年1月比利时布鲁塞尔的北约峰会上正式通过成立。 和平伙伴关系计划涵盖了北约所有领域的活动，包括国防改革、行政和计划工作；军事训练、演习、危机反应和军民关系工作；以及在科学和环境问题上的合作。和平伙伴关系计划本是苏联解体后北约为改善东西欧国家关系并向东扩张的最初举措之一，但自2011年4月，和平伙伴关系计划已在理论上正式向北约在全球范围内的所有伙伴国家开放。

## 成员

1994年北约欧洲成员
1994年后加入北约的原PfP成员
和平伙伴关系计划（PfP）成员
希望加入PfP

| 1994年北约欧洲成员 1994年后加入北约的原PfP成员 | 和平伙伴关系计划（PfP）成员 希望加入PfP |

### 现成员

#### 集体安全条约组织成员
- 亞美尼亞（1994年10月5日加入）
- 白俄羅斯（1995年1月11日）
- （1994年5月27日）
- （1994年6月1日）
- 俄羅斯（1994年6月22日）
- （2002年2月20日）

#### 欧盟成员
- 奥地利（1995年2月10日）
- 愛爾蘭（1999年12月1日）
- 馬爾他（1995年4月26日加入，1996年10月27日退出；2008年4月3日重新加入[3] ）

#### 古阿姆集团成员
- （1994年5月4日）
- （1994年3月23日）
- 摩尔多瓦（1994年3月16日）
- 乌克兰（1994年2月8日）

#### 其他成员
- （2006年12月14日）
- 塞爾維亞（2006年12月14日）
- 瑞士（1996年12月11日）
- （1994年5月10日）
- （1994年7月13日）

### 有意成为成员
- 賽普勒斯（自2011年便有意加入，因賽普勒斯問題目前并未正式提交申请[4]）
- 科索沃（2012年正式提交申请，因科索沃问题未能加入[5]）

### 原成员

#### 1999年3月12日成为北约成员
- 捷克（1994年3月10日）
- 匈牙利（1994年2月8日）
- 波蘭（1994年2月2日）

#### 2004年3月29日成为北约成员
- 保加利亚（1994年2月14日）
- 爱沙尼亚（1994年2月3日）
- 拉脫維亞（1994年2月14日）
- 立陶宛（1994年1月27日）
- 羅馬尼亞（1994年1月26日）
- 斯洛伐克（1994年2月9日）
- 斯洛維尼亞（1994年3月30日）

#### 2009年4月1日成为北约成员
- 阿尔巴尼亚 (1994年2月23日)
- (2000年5月25日)

#### 2017年6月5日成为北约成员
- 蒙特內哥羅（2006年12月14日）

#### 2020年3月27日成为北约成员
- 北馬其頓（1995年11月15日）

#### 2023年4月4日成为北约成员
- 芬兰（1994年5月9日）

#### 2024年3月7日成为北约成员
- 瑞典（1994年5月9日）